# Still Love You
「Still Love You」（スティル ラブ ユー）は、AAAの32枚目のシングル。2012年5月16日にavex traxから発売された。

## 概要
- 前作「SAILING」から約3か月ぶりの発売となる。
- ジャケットA、B、C、mu-moショップ限定盤の4形態で発売。
- mu-moショップ限定盤にはA、B、Cの3形態発売。Aはメンバー全員、Bは浦田/日高/與/伊藤、Cは西島/宇野/末吉になっている。
- ジャケットCには「Still Love You」のリミックスバージョンが収録されている。
- 2012年5月7日、5月8日、5月15日、5月16日、5月17日に全国5ヵ所でリリース記念イベントが行われた。
- レコチョク「着うた®」ランキング（5月2日付 - 5月8日付）で第3位を獲得している。
- 31枚目のシングル「SAILING｣のジャケットBの、DVDの収録内容とは異なり、ミュージックビデオが、追加収録された。
- デビュー7周年記念スペシャル企画「TRIPLE7キャンペーン」応募できる応募券（シリアルナンバー）が初回盤の全ジャケットに封入された。通常盤には封入されない。封入されている作品は、シングル「Still Love You」「777 〜We can sing a song!〜」、アルバム『777 〜TRIPLE SEVEN〜』の3作品である。

## 楽曲解説
表題曲「Still Love You」は、「今までにない大人でカッコいい楽曲になった。」とメンバーの日高は語っており、ミュージック・ビデオはダンスビデオとなっている。
カップリング曲「I$M」は"イズム"と読む。それぞれのメンバーのパートを作詞家1人ずつ担当したため、計7名の（日高光啓は自身で作詞している）tearbridge production所属の作詞家が名を連ね、いずれも日本を代表する作詞家となっている。この楽曲はミュージックビデオも作られており、2012年8月22日発売の7枚目のアルバム『777 〜TRIPLE SEVEN〜』のBlu-ray・DVDに収録されており、同日に同アルバムのジャケット撮影も行なっている。本シングルには収録はされていない。

## 収録内容

### ジャケットA
CD
1. Still Love You [5:24]
（作詞：KAJI KATSURA / Rap詞：Mitsuhiro Hidaka / 作曲：SHIROSE from WHITE JAM, her0ism, DJ first from WHITE JAM BEATZ / 編曲：ats-）
2. I $ M [5:24]
（作詞：Goro Matsui, Kenn Kato, BOUNCEBACK, kenko-p, leonn, Kyasu Morizuki / Rap詞：Mitsuhiro Hidaka / 作曲：Kazuyuki Akita / 編曲：Kazuki Kumagai）
3. Still Love You (Instrumental) [5:24]
4. I $ M (Instrumental) [5:21]

DVD
1. Still Love You (Music Clip)
2. Still Love You (Music Clip Making part.1)
3. AAA 6th Anniversary Tour MC集 part.3

### ジャケットB
CD
1. Still Love You
2. I $ M
3. Still Love You (Instrumental)
4. I $ M (Instrumental)

DVD
1. Still Love You (Music Clip)
2. Still Love You (Music Clip Making part.2)
3. AAA 6th Anniversary Tour MC集 part.4

### ジャケットC
CD
1. Still Love You [5:24]
2. I $ M [5:23]
3. Still Love You (Remo-con Remix) [8:37]
4. Still Love You (Instrumental) [5:24]
5. I $ M (Instrumental) [5:21]

### mu-moショップ限定盤A ver.
CD
1. Still Love You
2. I $ M
3. Think about AAA 6th Anniversary〜season 18〜

### mu-moショップ限定盤B ver.
CD
1. Still Love You
2. I $ M
3. Think about AAA 6th Anniversary〜season 19〜

### mu-moショップ限定盤C ver.
CD
1. Still Love You
2. I $ M
3. Think about AAA 6th Anniversary〜season 20〜